# 1960年夏季残疾人奥林匹克运动会西德代表团
1960年夏季残疾人奥林匹克运动会西德代表团是西德派出的1960年夏季残疾人奥林匹克运动会代表团。获得15枚金牌、6枚银牌和9枚铜牌。